# Keep on Running
Keep on Running – Zur Hölle mit der Penne ist eine deutsche Musik-Komödie aus dem Jahr 1991 von Regisseur Holm Dressler. Showmaster und Entertainer Thomas Gottschalk wirkte am Drehbuch mit. Der Film ist eine weitgehende Hommage an die deutschen Musik- und Schlagerklamotten der 1960er und 1970er Jahre, zudem ist die Filmhandlung in diesem Zeitkolorit angesiedelt.

## Handlung
Landsberg, Ende der 1960er Jahre: Abiturient Michael, der mit seinem Vater sowie seiner kleinen Schwester Fruzzi in der Stadt lebt, steht kurz vor den Abschlussprüfungen und träumt sowohl von einer musikalischen Karriere mit seinen Jungs von der Band „Sunny Boys“ als auch von einem Job als Radiomoderator. Doch dies rückt in gewisse Ferne, da Michael schulisch alles andere als gut dasteht und sein Vater ihm angedroht hat, dass er sich bei einem möglichen Durchfallen durchs Abi von seinen Zukunftsplänen verabschieden kann. Zusätzlich Ablenkung kommt dann noch hinzu, als Micha sich in die hübsche Halbitalienerin Raffaela aus dem städtischen Eiscafé verliebt.
Michael kann sich im weiteren Verlauf aber auf seine etwas sonderlichen Bandkollegen, gleichzeitig Mitschüler, verlassen, welche ihn beim Lernen unterstützen. Dies hat zunächst nicht den gewünschten Erfolg, doch greifen die Jungs im Anschluss dann auch zu nicht ganz so legalen Methoden.
Musikalisch kommt derweil Konkurrenz auf, da sich der Rockybilly-like Richy mit seiner eigenen Band anschickt, Michael und den „Sunny Boys“ das Wasser abzugraben und sich ferner auch nicht zu fein ist, diese immer wieder herauszufordern. Und auch in Liebesdingen ziehen einige Wolken auf, als die attraktive Mittvierzigerin Tracy in der Stadt eintrifft und versucht Michael zunächst karrieremäßig zu gewinnen und im Anschluss daran zu verführen. Raffaela ist daraufhin wie vor den Kopf gestoßen, verlässt Micha und rächt sich auf ihre eigene Art und Weise an Tracy. Nur Fruzzi und einer kleinen List ist es zu verdanken, dass sich beide langsam wieder annähern.
Eine List ist es auch, die Michael in der alles entscheidenden Mathematikarbeit derart hilft, dass er diese besteht und somit auch das Abitur. Als er dann auch noch die Chance erhält, als Radio-DJ zu arbeiten scheint das Glück perfekt. Doch Michael kann Raffaela nicht vergessen und so wendet er sich live auf Sendung mit einer flammenden Liebeserklärung an sie. Damit schlägt er letztlich zwei Fliegen mit einer Klappe: er und Raffaela finden wieder zusammen und auch die Senderverantwortlichen sind von ihm begeistert.
Am Ende wird dies mit einem großen Fest gefeiert, auf welchem die „Sunny Boys“ ein Live-Konzert geben. Und im Epilog erklärt dann ein Off-Sprecher, wie alle Mitwirkenden auf teilweise etwas skurrile Weise dann auch ihr jeweils zukünftiges Glück finden.

## Kritiken
„In den wilden 60’s liefern sich zwei Vorstadtbands einen erbitterten Kampf. Nostalgische und witzige Erinnerungen an vergangene Tage aus der Feder von Mediendarling Tommy Gottschalk.“

„Eine in jeder Hinsicht belanglose, in den 60er Jahren angesiedelte Teenie-Komödie über die Nöte eines Abiturienten, der Liebeskummer hat, weil er missverstanden wird. Ein steriler, stellenweise arg überzogener Film, der vor allem die zeitgenössische Musik ausschlachtet, die Hintergründe jener Zeit aber nicht ausleuchtet.“

„Unter anderem arbeitete Thomas Gottschalk am Drehbuch zu ‚Keep On Running‘ mit und versuchte, sich an die eigene Jugendzeit zu erinnern. Der Teenieklamotte fehlt es an kaum einem Klischee, aber immerhin der Soundtrack ist spritzig […] Fazit: Typisch deutsche Teenieklamotte!“

## Trivia
- Keep on Running war einer der wenigen Filme sowie für längere Zeit eine der letzten Zusammenarbeiten des Duos Dressler/Gottschalk, welche bereits gemeinsam Wetten, dass..? oder Zärtliche Chaoten II realisiert hatten. Im Folgejahr 1992 beendeten beide wegen künstlerischer Differenzen bei Gottschalk Late Night (RTL) ihre Zusammenarbeit bis 2004.
- Im Film finden sich einige auf Gottschalk bezogene autobiographische Reminiszenzen wie das Aufwachsen in Bayern, die Leidenschaft für die Musik der 1960er und 1970er Jahre sowie die Karriere als Radio-DJ nach der Schule. Gottschalk selbst hat im Film auch einen Cameoauftritt: als Lateinlehrer während Michaels Abiturprüfung.
- Der Film-Soundtrack ist angereichert mit einer Fülle an Musik der 1960er Populärmusik, angefangen vom titelgebenden Stück der Spencer Davis Group über Lieder von Lovin’ Spoonful, The Troggs, The Byrds, Percy Sledge, Procol Harum, The Moody Blues und den Rolling Stones bis hin zu The Mamas and the Papas. Mit Michelle Phillips wirkt zudem ein Mitglied der letztgenannten Band im Ensemble mit.